# Belmont (West Virginia)
Belmont is een plaats (city) in de Amerikaanse staat West Virginia, en valt bestuurlijk gezien onder Pleasants County.

## Demografie
Bij de volkstelling in 2000 werd het aantal inwoners vastgesteld op 1036.
In 2006 is het aantal inwoners door het United States Census Bureau geschat op 994, een daling van 42 (-4,1%).

## Geografie
Volgens het United States Census Bureau beslaat de plaats een oppervlakte van
1,1 km², geheel bestaande uit land.

## Plaatsen in de nabije omgeving
De onderstaande figuur toont nabijgelegen plaatsen in een straal van 24 km rond Belmont.